# Антонов, Сергей Васильевич
Сергей Васильевич Антонов (род. 19 мая 1964) — советский биатлонист, участник чемпионата мира, победитель и призёр этапов Кубка мира, двукратный чемпион мира среди юниоров, многократный чемпион СССР. Мастер спорта СССР международного класса.

## Биография
Родился в поселке пос. Комсомольский Талицкого района Свердловской области.
Выступал за команду Вооружённых Сил (СКА) и город Свердловск. Тренеры — Вепрев Геннадий Семёнович, Удинцев Михаил Александрович.
На чемпионате мира среди юниоров 1984 года в Шамони стал двукратным чемпионом — в спринте и в эстафете в составе сборной СССР вместе с Константином Вайгиным и Павлом Антиповым, а в индивидуальной гонке занял второе место, уступив Андре Земишу из ГДР.
Неоднократно становился чемпионом и призёром чемпионатов СССР. В том числе в 1985 году выиграл три золотые медали — в индивидуальной гонке, в эстафете и в гонке патрулей в составе сборной Вооружённых Сил. В 1986 году стал чемпионом в эстафете в составе первой сборной РСФСР (фактически, команда Свердловской области) и завоевал серебряные медали в спринте. В 1987 году в третий раз подряд одержал победу в эстафете, выступая за команду Вооружённых Сил, а в гонке патрулей в составе сборной своего спортивного общества выиграл бронзу. В 1989 году стал серебряным призёром в эстафете и победителем первой в истории чемпионатов СССР командной гонки (данные по некоторым сезонам неполные).
На Спартакиаде народов СССР 1986 года, не имевшей в том сезоне статуса чемпионата СССР, стал бронзовым призёром в индивидуальной гонке и занял второе место в эстафете в составе сборной Свердловской области.
На Кубке мира дебютировал в сезоне 1983/84 на этапе в швейцарской Понтрессине, участвовал только в эстафете, в которой сборная СССР выставила юниорский состав, и занял второе место.
В личных гонках Кубка мира участвовал начиная с сезона 1984/85, одержал победу в своей первой личной гонке — индивидуалке на этапе в Лахти 1 марта 1985 года. Всего в этом сезоне стартовал в четырёх гонках и дважды поднимался на подиум, занимая 1, 4, 14 и 2 места, и в общем зачёте стал десятым, набрав 90 очков.
На втором этапе сезона 1985/86, 23 января 1986 года в австрийском Файстрице, одержал вторую победу в карьере, став победителем индивидуальной гонки. Также в этом сезоне впервые стал победителем этапа Кубка мира в эстафете, на последнем этапе сезона в шведском Бодене. В общем зачёте сезона занял восьмое место, набрав 109 очков.
Единственный раз принимал участие в чемпионате мира в 1986 году, занял 24-е место в индивидуальной гонке.
По итогам сезона 1986/87 стал 33-м в общем зачёте Кубка мира, набрав 43 очка, а в сезоне 1987/88 занял десятое место (121 очко).
По окончании олимпийского сезона прекратил выступать на международном уровне. В 1990 году стал победителем спартакиады народов РСФСР в эстафете.
Живёт в Екатеринбурге, работает тренером. Участвует в организации «Соревнований по лыжным гонкам на призы чемпионов Мира Сергея Антонова и Светланы Давыдовой-Печерской» в г. Талица Свердловской области.